# Erftstadt
Erftstadt ist eine mittelgroße Stadt mit 48.772 Einwohnern (31. Dezember 2024) im Rhein-Erft-Kreis in Nordrhein-Westfalen. Sie entstand 1969 durch Zusammenschluss und Ausgliederung mehrerer amtszugehöriger Orte aus dem Kreis Euskirchen. Da keiner der Orte den Rang eines Hauptortes beanspruchen konnte, wurde die Stadt nach der durch das Stadtgebiet fließenden Erft benannt. Die Stadtverwaltung befindet sich überwiegend im Stadtteil Liblar und zum Teil im Stadtteil Lechenich.

## Geographie

### Lage
Erftstadt liegt 20 Kilometer südwestlich von Köln und 25 Kilometer nordwestlich von Bonn in der Jülich-Zülpicher Börde auf einer Höhe von 81 bis 151 m ü. NHN.

### Nachbargemeinden
An Erftstadt grenzen die Städte und Gemeinden Kerpen, Hürth, Brühl (alle Rhein-Erft-Kreis), Weilerswist, Zülpich (beide Kreis Euskirchen), Vettweiß und Nörvenich (beide Kreis Düren).

### Stadtgliederung

Verwaltungsgliederung Erftstadts

Erftstadt wird laut § 1 Absatz 2 der Hauptsatzung in folgende Stadtbezirke und Stadtteile eingeteilt:
| Stadtbezirk              | Stadtteile gem. Anlage I der Hauptsatzung | Einwohner am 1. August 2024 |
| ------------------------ | ----------------------------------------- | --------------------------- |
| Ahrem                    | Ahrem                                     | 1.199                       |
| Blessem/Frauenthal       | Blessem und Frauenthal                    | 1.698                       |
| Bliesheim                | Bliesheim                                 | 3.682                       |
| Borr                     | Borr und Scheuren                         | 371                         |
| Dirmerzheim              | Dirmerzheim                               | 2.232                       |
| Erp                      | Erp                                       | 2.684                       |
| Friesheim                | Friesheim                                 | 3.078                       |
| Gymnich                  | Gymnich und Mellerhöfe                    | 4.970                       |
| Herrig                   | Herrig                                    | 548                         |
| Kierdorf                 | Kierdorf                                  | 3.204                       |
| Köttingen                | Köttingen                                 | 3.527                       |
| Lechenich/Konradsheim    | Lechenich und Konradsheim                 | 11.469                      |
| Liblar                   | Liblar                                    | 13.209                      |
| Niederberg               | Niederberg                                | 523                         |
| Stadt Erftstadt (Gesamt) | Stadt Erftstadt (Gesamt)                  | 52.394                      |

## Geschichte

### Historischer Überblick
Erftstadt existiert erst seit 1969. Der folgende Rückblick thematisiert die Geschichte der einzelnen Ortsteile und ihrer Vorgänger.
In Erftstadt wurden Relikte aus römischer Zeit gefunden. Bei Feldbegehungen und bei Tiefbauarbeiten fand man Artefakte, die auf eine dichte Besiedlung vor allem im 2. und 3. Jahrhundert hinweisen.
Etwa 60 Villae rusticae, die sich heute auf den Ackeroberflächen als Trümmerstellen mit Resten rottoniger Dachziegel abzeichnen, sind nachgewiesen worden. In den meisten der heutigen Orte oder in unmittelbarer Umgebung lagen jeweils 3–4 Villae rusticae im Abstand von 1–2 km Entfernung. Diese Gutshöfe mit Gebäuden und Ländereien besaßen eine unterschiedliche Größe und Ausstattung. Es waren überwiegend einfache Bauernhäuser, doch gab es auch größere Gutshöfe. Einige wie die Villa rustica nördlich von Burg Blessem wurden bei Tiefbauarbeiten entdeckt und untersucht. Zu den großen Gutshöfen scheint eine Villa rustica in Lechenich am Kölner Ring, in den Ortsakten unter Blessemer Lichweg verzeichnet, gehört zu haben. Das Areal von Haus und Hofgebäuden reichte bis zur Kilianstraße, wie am Verlauf der Brandschicht an der Ausgrabungsstelle zu erschließen war. Eine bereits im 19. Jahrhundert untersuchte Villa am alten Kirchhof in Lechenich hatte eine Wasserleitung und eine Hypokaustenheizung. Ähnlich komfortabel war wohl das Landhaus in Frauenthal, (ein Portikushaus), dessen Umrisse bei Luftaufnahmen im Boden erkannt wurden. Die in der Nähe der Villae rusticae gefundenen Brandgräber, einfache Körpergräber, Sarkophage und Grabbeigaben wie Keramik, Gläser und Münzen, sowie weitere Keramikfunde und Kultobjekte belegen die Besiedlung.
Mehrere überörtliche Straßen verliefen durch das heutige Stadtgebiet. Die bedeutendste war die Agrippa-Straße Köln–Trier; an deren Erftübergang gab es eine Mansio. Eine weitere Straße, die vom Kastell Bonn über den Swister Berg zum Kastell Neuss führte, kreuzte in Liblar die Römerstraße Köln–Trier. An der von der Straße Bonn–Neuss in der Nähe von Haus Buschfeld abzweigenden Straße nach Aachen lag nordwestlich vom heutigen Stadtkern Lechenichs in der Flur  Am Böttgen eine kleine Siedlung (Vicus) mit einem Matronenheiligtum. Von einem Matronenstein der Matronae Lanehiae, der in Zweitverwendung als Grababdeckung diente, leitet sich der Name Lechenich ab.
Die in römischer Zeit angelegten Straßenverbindungen werden heute noch über weite Strecken benutzt.
Auch Gewerbebetriebe waren angesiedelt. In Erp wurden Mauerreste einer Nagelschmiede, Eisenschlacken und Nägel gefunden.
Ein ausgedehnter römischer Töpfereibezirk mit mindestens sieben Töpferöfen lag im Rotbachttal zwischen Friesheim und Niederberg.
Zwischen Lechenich und Ahrem, etwa 700 Meter von der Römerstraße Köln – Trier entfernt, befand sich eine Großbäckerei mit vier Backöfen.
Die heutigen Orte Erftstadts entstanden im 5./6. Jahrhundert in fränkischer Zeit; sie sind älter als die ersten schriftlichen Erwähnungen, die um Mitte des 7. Jahrhunderts beginnen.
Um 650 wurde Lechenich erstmals genannt, als der Kölner Bischof Kunibert den Almosenbrüdern des Hospitals St. Lupus in Köln Einkünfte aus seinem Hof in Lechenich zuwies.
Um 830 vermachte Graf Emundus, Graf im Kölngau, den Ort Friesheim (Frisheim) und die Villikation Friesheim dem heiligen Petrus, dem Patron der Hohen Domkirche zu Köln.
Erstmals erwähnt wird Bliesheim im Jahre 1059 in einer Papsturkunde, in der dem Kölner Stift St. Mariengraden sein Besitz, u. a. in Bliesheim (Blisna) bestätigt wurde.
1108 schenkten die Grafen Adalbert von Saffenberg und sein Sohn Adolf I. von Saffenberg der Abtei Klosterrath Güter in Borr.
1113 bestätigte die Äbtissin des Bonner Klosters Dietkirchen den Einwohnern von Roggendorf (Ruochesdorp), heute Kierdorf, das Wachszinsigenrecht, wie es ihre Eltern besessen hatten.
1121 bestätigte der Kölner Erzbischof Friedrich I. der Abtei St. Michael ihren Besitz in Gymnich (Gimnich).
Erp wird 1140 als Erlipen in einer Urkunde über Besitz der Propstei Zülpich erwähnt.
Um 1155 wurde Liblar, zu der Zeit bereits Pfarre, zusammen mit Blessem, Dirmerzheim Herrig, Mellerhöfe bzw. Meller (Milre), Heddinghoven, Konradsheim, den Pfarren Bliesheim, Lechenich und Roggendorf (Kierdorf) in einer Aufzeichnung der Abtei Deutz über die gelieferten Kollekten genannt.
1166 hatte die Äbtissin des Bonner Klosters Dietkirchen den Zehnt in Köttingen (Cotingen) zurückerworben.
1193 wurden die Einkünfte des Hospitals der Margarethenkapelle in Köln aus Niederberg (Berge) aufgezeichnet.
Um 1220 wird das Kloster Frauenthal als Marienthal (In valle beatae Marie), 1276 als Vrouwendale bezeichnet.
1233 fiel Kierdorf (Kirdorp) bei der Teilung des Besitzes des Kölner Stiftes St. Severin an den Propst.
1246 erwarb das Kloster Bürvenich einen Hof in Scheuren (Scuren).
1256 erhielt das Kölner Stift St. Aposteln bei einem Gütertausch mit Erzbischof Konrad von Hochstaden den erzbischöflichen Hof zu Ahren (Airnhem).
1276 überließ Wenemar von Gymnich seiner Schwester Beatrix von Gymnich und ihren Kindern Buschfeld (busvelt) und andere Güter und
erhielt dafür die Burg Kerpen.
1279 verlieh der Kölner Erzbischof Siegfried von Westerburg Lechenich Stadtrechte.
Alle Orte Erftstadts, einschließlich der Unterherrschaften Bliesheim (seit 1328), Friesheim (seit 1363), Erp (seit 1592), Liblar (1633) und das Unterdorf Gymnich (seit 1628) gehörten mit Ausnahme von Niederberg bis zum Einmarsch der französischen Revolutionstruppen 1794 zum kurkölnischen Amt Lechenich.
In napoleonischer Zeit wurden 1800 die Orte Erp, Friesheim, Gymnich, Lechenich und Liblar Hauptorte einer Mairie des ab dem Jahr 1798 entstandenen Kantons Lechenich, der bis zum Jahr 1814 bestand. Nach dem Abzug der Franzosen wurde das Gebiet vorerst von den alliierten Mächten als Generalgouvernement durch den Generalgouverneur Johann August Sack verwaltet. Mit der Auflösung des Generalgouvernements am 22. April 1816 nahmen am 10. Mai 1816 die neuen Kreisverwaltungen ihre Tätigkeit auf. Von 1816 bis 1827 bildeten die ehemaligen Kantone Lechenich und Zülpich den Kreis Lechenich.
1827 veranlasste Landrat Bilefeldt, dass das Landratsamt des Kreises von Lechenich nach Euskirchen verlegt wurde.
Schon in den 1930er Jahren gab es Überlegungen, verschiedene Verwaltungseinheiten im Gebiet des heutigen Erftstadt zwecks Vereinfachung der Verwaltung zusammenzulegen. So schlug Bürgermeister Paul Geile zunächst die Zusammenlegung von Lechenich mit den Ämtern Erp, Friesheim und Gymnich vor, um später das Amt Liblar mit den Gemeinden Bliesheim und Kierdorf einzugliedern. Danach sollten die restlichen Gemeinden an Lechenich angeschlossen werden. 1932 gab es einen weiteren Vorschlag, nämlich die Ämter Liblar und Weilerswist zu vereinigen. Liblar entwarf daraufhin einen Gegenplan für eine Großgemeinde Liblar bestehend aus Liblar, Bliesheim, Kierdorf, Blessem und Frauenthal. Die Anträge zu derartigen Zusammenlegungen lehnte der Oberpräsident der Rheinprovinz ab.
Geprägt wurden Kierdorf, Köttingen, Liblar und Bliesheim in der zweiten Hälfte des 19. und in der ersten des 20. Jahrhunderts durch den Braunkohleabbau des südlichen Rheinischen Braunkohlereviers. Am 1. Juli 1958 wurde die Brikettfabrik Concordia, am 1. Juli 1959 die Grube Donatus geschlossen.

### Verwaltungsgeschichte

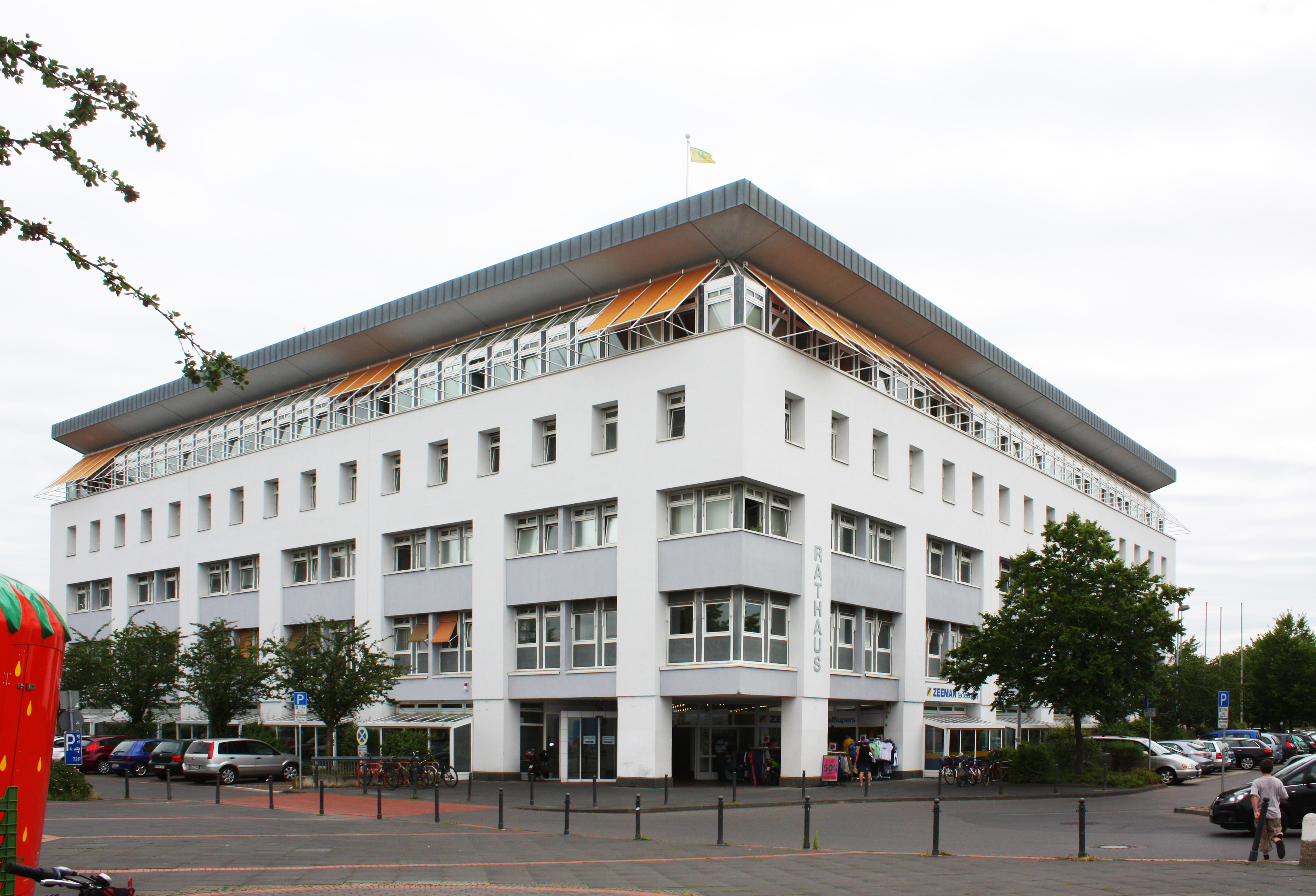
Rathaus in Liblar (erbaut 1988)

Erftstadt wurde 1969 im Zuge der Kommunalreform aus den oben stehenden Stadtteilen gegründet.
Aufgrund des § 2 des Gesetzes zur Neugliederung des Landkreises Euskirchen vom 10. Juni 1969 wurden am 1. Juli 1969 die Stadt Lechenich, die Gemeinden Dorweiler, Erp und Pingsheim (Amt Lechenich), Bliesheim, Kierdorf und Liblar (Amt Liblar), Dirmerzheim und Gymnich (Amt Gymnich), Borr, Friesheim und Niederberg (Amt Friesheim) sowie die Gemeinde Wissersheim (Amt Nörvenich, Landkreis Düren) zu einer neuen Gemeinde zusammengeschlossen. Die Gemeinde erhielt den Namen Erftstadt und führt die Bezeichnung „Stadt“.
Die Ämter Lechenich, Liblar, Gymnich und Friesheim wurden aufgelöst. Rechtsnachfolgerin ist die Stadt Erftstadt. Das Amt Nörvenich wurde aufgelöst. Rechtsnachfolgerin ist die Gemeinde Nörvenich.
Am 1. Januar 1975 musste Erftstadt die ehemaligen Gemeinden Dorweiler und Pingsheim sowie den Hauptteil von Wissersheim an die Gemeinde Nörvenich abtreten. Die Stadt wechselte in den Erftkreis (heute Rhein-Erft-Kreis).

### Die Stadt in den Schlagzeilen
1977 hielt die RAF Hanns Martin Schleyer im Liblarer Hochhaus Zum Renngraben 8 als Geisel gefangen. Bei der Fahndung anlässlich seiner Entführung ging die Polizei Hinweisen auf dieses mögliche Versteck nicht rechtzeitig nach.
In Erftstadt wurde im November 2018 der erste deutsche Solar-Radweg eröffnet. Im März des Folgejahres zeigte sich allerdings, dass die elektrischen Verbindungen zwischen den Einzelmodulen den Betriebsbedingungen nicht gewachsen waren. Mit dem viel zu geringen Energieertrag und weiteren Problemen führte dies zur Aufgabe des Projekts im Herbst 2019.

### Hochwasser und Erdrutsch 2021
Im Juli 2021 gehörte Erftstadt zu den am schwersten betroffenen Städten des Hochwassers in West- und Mitteleuropa 2021, das sich in Folge starken Dauerregens ereignete. Am 14. Juli überfluteten die über die Ufer getretene Erft, der Liblarer Mühlengraben und der Rotbach weite Teile des Erftstädter Stadtgebiets, mehrere Ortschaften wurden teilweise oder vollständig evakuiert und Fernverkehrsstraßen wie die Bundesautobahnen 1 und 61 sowie die Bundesstraße 265 wurden wegen der Überflutung und Straßenschäden gesperrt. Im Ortsteil Blessem kam es durch das Gefälle ins örtliche Kieswerk zur erdrutschartigen Abspülung gewaltiger Erdmassen, die sich bis zum Siedlungsrand fraß und dort Zerstörungen verursachte. Bundespräsident Frank-Walter Steinmeier und der damalige Ministerpräsident des Landes Nordrhein-Westfalen, Armin Laschet (CDU), besuchten
Erftstadt am 17. Juli 2021.

## Politik

### Stadtrat
Der Stadtrat ist die kommunale Volksvertretung der Stadt Erftstadt. Über die Zusammensetzung entscheiden die stimmberechtigten Bürger alle fünf Jahre. Die letzte Wahl fand am 13. September 2020 statt.

### Bürgermeister
Am 30. August 2009 wurde das SPD-Mitglied Franz-Georg Rips mit einer knappen Mehrheit vor Volker Erner (CDU) Bürgermeister der Stadt Erftstadt. Er folgte damit Ernst-Dieter Bösche, ebenfalls SPD, als Bürgermeister der Stadt. Am 20. Dezember 2012 erklärte Rips aus gesundheitlichen Gründen seinen Rücktritt als Bürgermeister zum Jahresende, die Geschäfte wurden von Volker Erner (CDU) bis zur Neuwahl geführt. Am 9. Juni 2013 erreichte Erner in der Bürgermeisterwahl einen Stimmenanteil von 52,45 %. Bei den Kommunalwahlen in Nordrhein-Westfalen 2020 trat Erner nicht erneut an, als seine Nachfolgerin wurde Carolin Weitzel, ebenfalls CDU, nach einer Stichwahl mit 52,61 % gegen die von der SPD unterstützte parteilose Monika Hallstein gewählt.
| Name                  | Partei | von           | bis           |
| --------------------- | ------ | ------------- | ------------- |
| Jürgen Mittelbach     | FDP    | 24. Nov. 1969 | 1. Dez. 1969  |
| Werner Tiemann        | SPD    | 15. Dez. 1969 | 15. Mai 1974  |
| Kurt Bröhl            | SPD    | 24. Mai 1974  | 22. Mai 1975  |
| Erich Schramm         | FDP    | 23. Mai 1975  | 23. Apr. 1976 |
| Adolf Kappes          | CDU    | 21. Mai 1976  | 16. Okt. 1979 |
| Heinz Cremer          | SPD    | 17. Okt. 1979 | 26. Okt. 1992 |
| Franz-Georg Rips      | SPD    | 27. Okt. 1992 | 1. Nov. 1994  |
| Hermann Josef Hanisch | CDU    | 2. Nov. 1994  | 30. Sep. 1999 |
| Ernst-Dieter Bösche   | SPD    | 1. Okt. 1999  | 20. Okt. 2009 |
| Franz-Georg Rips      | SPD    | 21. Okt. 2009 | 31. Jan. 2013 |
| Volker Erner          | CDU    | 9. Juni 2013  | 2. Nov. 2020  |
| Carolin Weitzel       | CDU    | 2. Nov. 2020  |               |

### Zweitwohnsitzsteuer
Erftstadt erhebt seit dem 1. Januar 1998 eine Zweitwohnsitzsteuer, die zehn Prozent der Jahresrohmiete entspricht. Ziel der Stadt ist es hierbei, dass die Bewohner sich an den Kosten der städtischen Infrastruktur beteiligen und auch einen Anreiz erhalten, den Nebenwohnsitz in einen Hauptwohnsitz umzuwandeln.
In Erftstadt gilt auch für alle Mobilheime, Wohnmobile, Wohn- und Campingwagen, die zu Wohnzwecken auf einem eigenen oder fremden Grundstück für einen nicht nur vorübergehenden Zeitraum abgestellt werden, die Zweitwohnsitzsteuer.

### Hoheitssymbole

Banner der Stadt mit aufgelegtem Wappen

Erftstadt erhielt mit der Eingliederung in den Erftkreis und aufgrund der Genehmigung durch den Kölner Regierungspräsidenten am 15. März 1974 ein eigenes Wappen, das von dem Berliner Grafiker Josef Günterberg geschaffen wurde. Es handelte sich um den zweiten Wappenentwurf, da sein erster Entwurf vom Hauptstaatsarchiv in Düsseldorf beanstandet worden war. Der erste Wappenentwurf enthielt bereits die im heutigen Wappen enthaltenen Elemente, wobei allerdings die heute durch ein weißes Band signalisierte Erft dort in blau gehalten war und die beiden gelben Rechtecke als rote Kreise existierten.
Heute führt die Stadt ein Wappen, Siegel und eine Flagge (Hiss- und Bannerflagge) mit folgender Beschreibung:
Wappen
| Wappen von Erftstadt | Blasonierung: „In grün eine silberne (weiße) rechte Flankenleiste und zwei am linken Schildrand anliegende goldene (gelbe) Quadrate.“ |
| Wappen von Erftstadt | Wappenbegründung: Der grüne Schildgrund steht für Natur und Gesundheit, mit einem silbernen (weißen) Flussband als rechte Flankenleiste, die Erft symbolisierend, die der Stadt den Namen gegeben hat. Am linken Schildrand zwei anliegende goldene (gelbe) Quadrate, deren Anordnung ein „E“ hervorbringt, als deutlich hervortretendes „Gemerk“ für Erftstadt. Alternativ stehen die beiden goldenen (gelben) Quadrate für die zwei größten Stadtteile Lechenich und Liblar. |

Siegel
Umschrift oben: Stadt, unten: Erftstadt
Siegelbild: Das Stadtwappen im Schild mit folgender Tingierung: in schwarz eine weiße rechte Flankenleiste und zwei am linken Schildrand anliegende weiße Quadrate.
Flagge
Als Banner: Grün/gelb/grün im Verhältnis 1 : 4 : 1, längsgestreift mit dem Wappenschild der Stadt etwas oberhalb der Mitte.
Als Hissflagge: Grün/gelb/grün im Verhältnis 1 : 4 : 1, längsgestreift mit dem Wappenschild der Stadt in der Mitte der vorderen Hälfte.
Das Wappen ist bewusst modern gehalten und verzichtet dabei auf Rückgriffe zu älteren Wappen der Ortsteile.

### Städtepartnerschaften

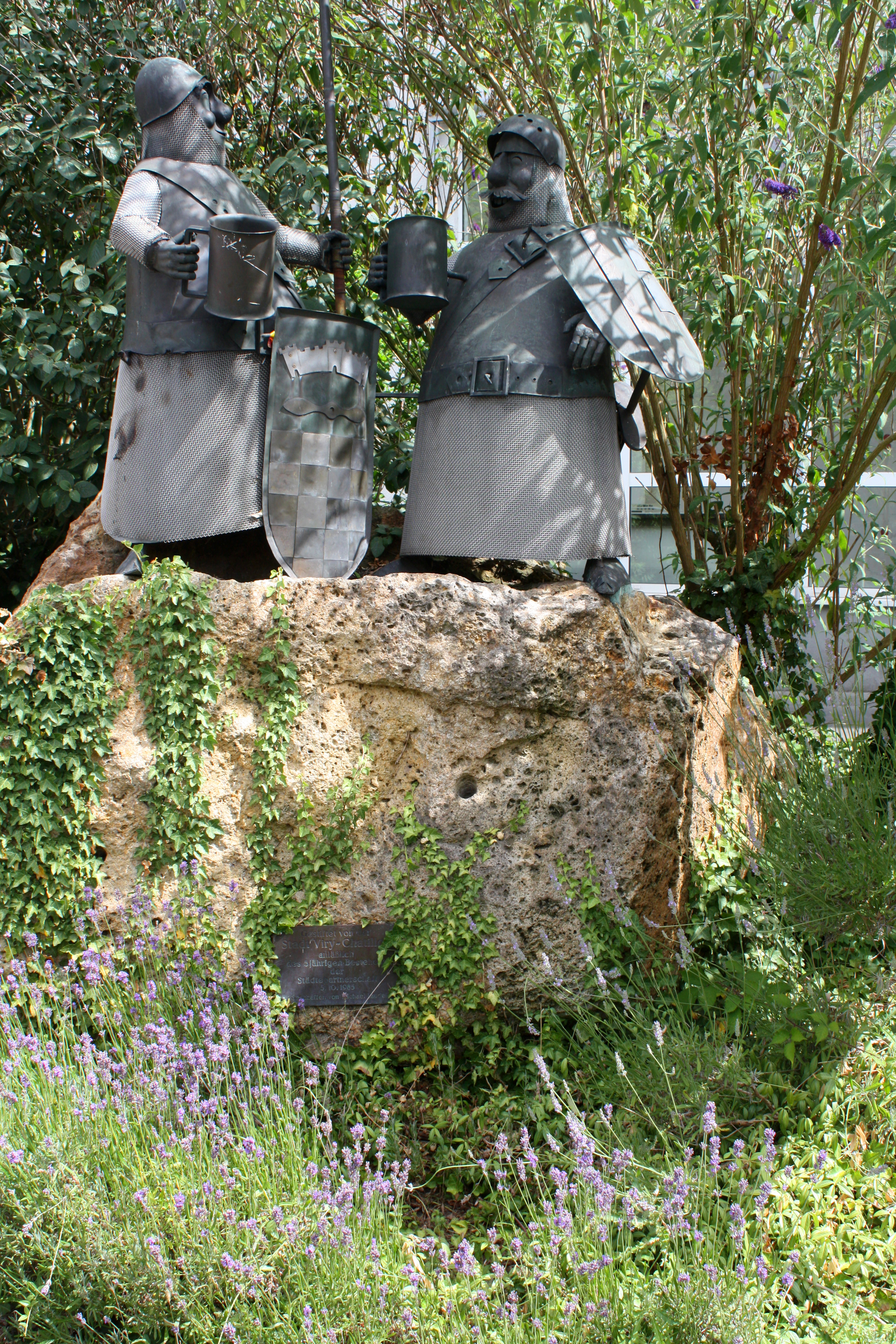
Skulpturen als Geschenk der Partnerstadt auf dem Viry-Châtillon-Platz
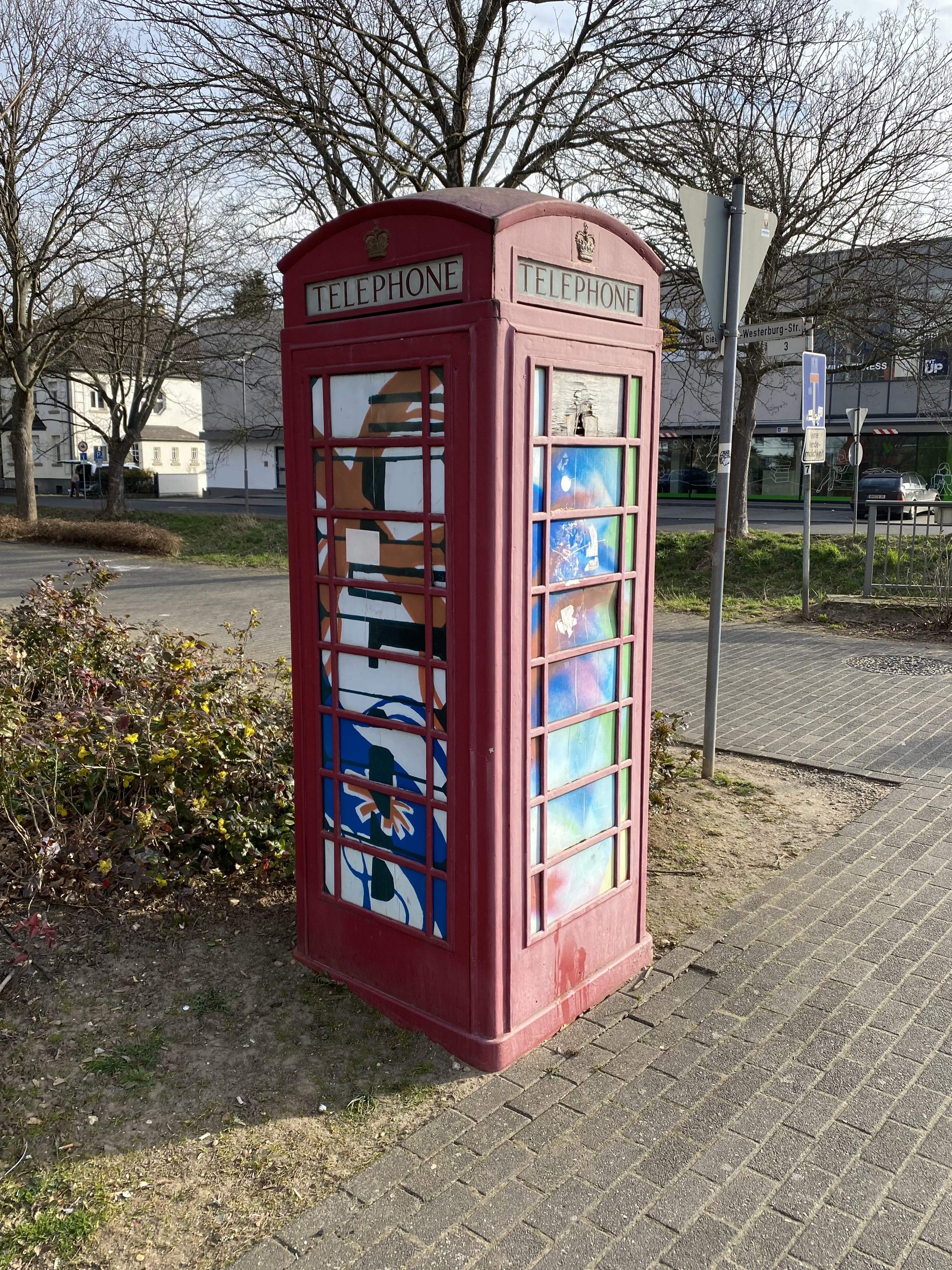
Britische Telefonzelle am Wokingham-Platz in Lechenich

- Wokingham, Großbritannien, seit 1977
- Viry-Châtillon, Frankreich, seit 1980
- Jelenia Góra, Polen, seit 1995
- Panketal, Brandenburg, seit 1990 (Zusammenarbeit der Kommunen)
- Ternopil, Ukraine, seit 2023

## Kultur und Sehenswürdigkeiten

### Sehenswürdigkeiten
Burgen und Schlösser:

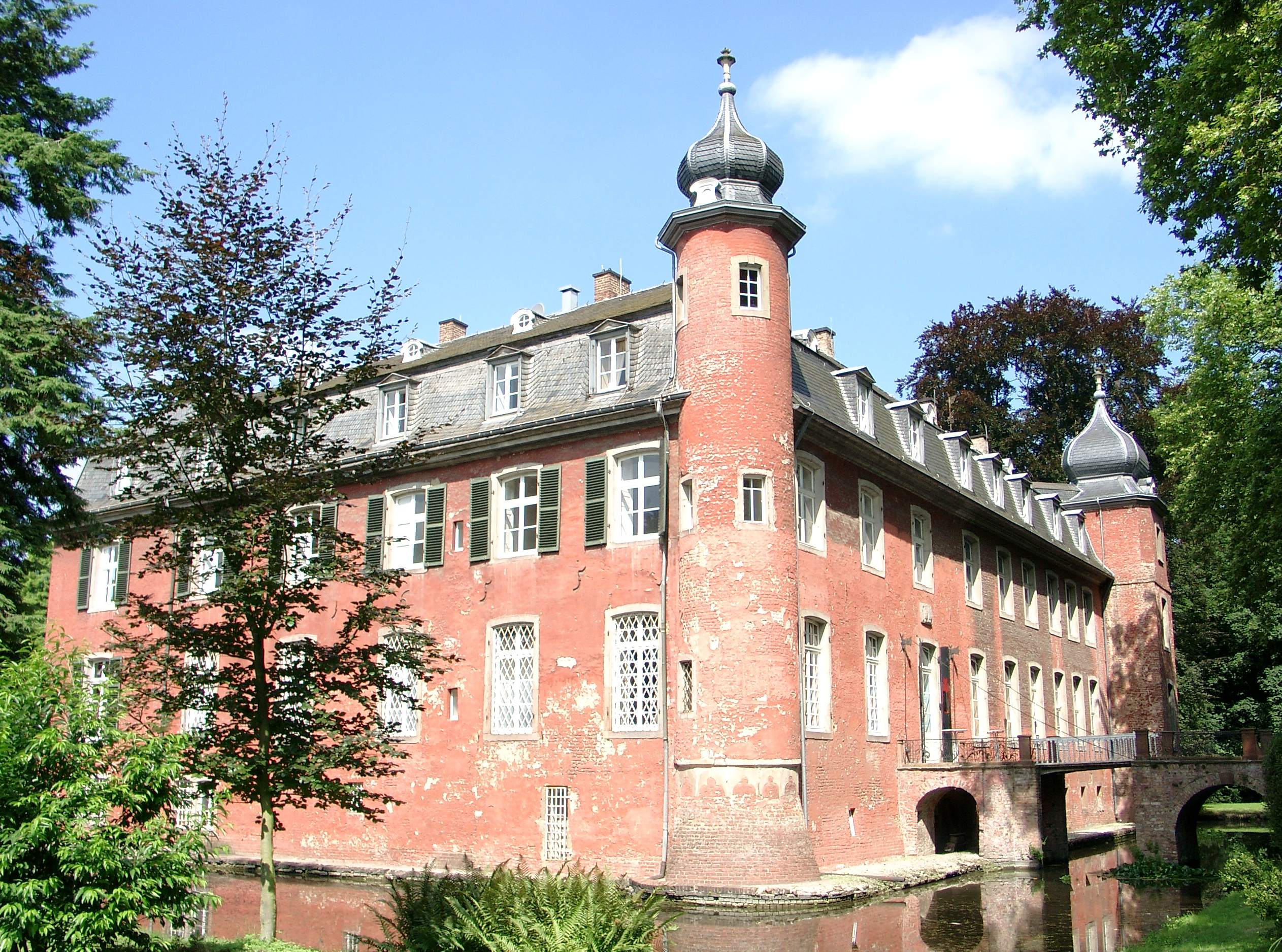
Schloss Gymnich

- Schloss Gracht in Liblar. Der offene Park in der unmittelbaren Umgebung wurde bereits vor 1700 angelegt und 1780 von Graf Johann Ignaz umgestaltet. Im Schloss Gracht ist aktuell eine Akutklinik für psychodynamische Psychiatrie, Psychotherapie und Psychosomatik eingerichtet.[24]
- Schloss Gymnich. Früher wohnten hier Gäste der Bundesregierung. Danach war es bis 2002 Wohnsitz der Kelly-Family und blieb im Besitz der Familie, bis 2012 im Wege der Zwangsversteigerung der Eigentümer wechselte.
- Weiße Burg im Süden von Friesheim, erbaut im 14. Jahrhundert.
- Wasserburg Redinghoven im Norden von Friesheim, erbaut im 15. Jahrhundert.
- Burg Konradsheim
- Haus Buschfeld in Liblar
- Landesburg Lechenich

Katholische Kirchen:
- St. Martin in Friesheim. Neugotische Kirche mit fast vollständigem Holzinventar (Altäre, Chorgestühl, Kanzel und Bänke): Entwurf Gebäude und Inventar August Lange. Besonders sehenswert ist ein Triumphkreuz vom Anfang des 14. Jahrhunderts, sowie ein Glasgemälde Maria und Johannes unter dem Kreuz (1948), das erste Werk dieser Art von Walter Benner.
- St. Kilian in Lechenich
- St. Alban und St. Barbara in Liblar
- St. Kunibert in Gymnich
- St. Pantaleon in Erp
- St. Clemens in Herrig
- St. Johannes Enthauptung und St. Johannes der Täufer in Niederberg
- St. Johannes der Täufer in Ahrem
- St. Joseph in Köttingen
- St. Lambertus in Bliesheim
- St. Martinus in Borr
- St. Martinus in Kierdorf
- St. Michael in Blessem
- St. Remigius in Dirmerzheim

Evangelische Kirchen:
- Emmauskirche in Gymnich
- Friedenskirche in Liblar
- Kirche der Versöhnung in Lechenich

Kapellen:
- Annakapelle in Gymnich
- St.-Anna-Kapelle in Köttingen
- Apolloniakapelle in Ahrem
- Marienkapelle (Frauenthal) mit neugotischer Ausstattung
- St.-Servatius-Kapelle in Lechenich

Weitere:
- Torbauten der Stadtbefestigung Lechenich
- Historisches Rathaus Lechenich, ein repräsentativer neugotischer Bau
- das Husarenquartier in Lechenich
- die jüdischen Friedhöfe:
  - Jüdischer Friedhof (Dirmerzheim)
  - Jüdischer Friedhof (Erp)
  - Jüdischer Friedhof (Friesheim)
  - Jüdischer Friedhof (Gymnich)
  - Alter Jüdischer Friedhof (Lechenich)
  - Neuer Jüdischer Friedhof (Lechenich)
  - Jüdischer Friedhof (Liblar)

### Natur

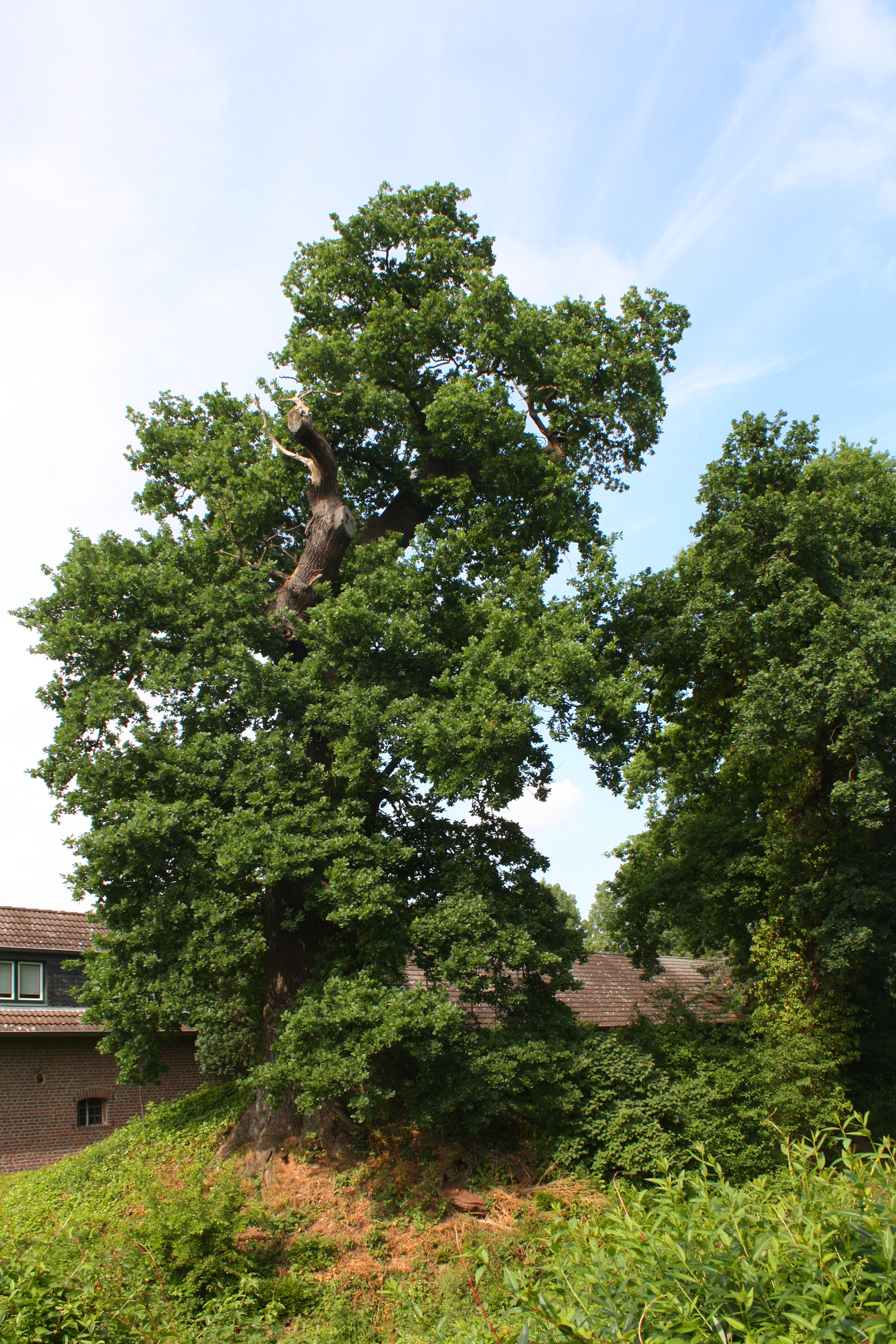
Die mehr als 650 Jahre alte Eiche von Konradsheim

Erftstadt liegt direkt am 880 km² großen Naturpark Rheinland (bis 2005 „Kottenforst-Ville“), dessen viele große und kleine Seen in der Ville ihre Entstehung dem Braunkohleabbau im Rheinischen Braunkohlerevier verdanken. 1920 wurde mit der Aufforstung von Buchen, Kiefern, Roteichen und Lärchen die Rekultivierung begonnen. Von den etwa 40 Seen gehören der Köttinger See, der Concordiasee und der Liblarer See, mit etwa 54 Hektar einer der größten Seen, zu Erftstadt. In der Erholungslandschaft ist der Liblarer See als Badesee freigegeben.
Elf Gebiete innerhalb der Stadtgrenzen sind als Naturschutzgebiet ausgewiesen, insbesondere im Bereich der Ville sowie des Friesheimer Busches:
| Schlüsselnr. | Gebietsname                                        | Fläche in ha |
| ------------ | -------------------------------------------------- | ------------ |
| BM-001       | Schlosspark Gracht                                 | 11,52        |
| BM-007       | Friesheimer Busch                                  | 87,01        |
| BM-008       | Wäldchen an Gut Neuheim                            | 7,16         |
| BM-016       | Forellenteich                                      | 6,96         |
| BM-017       | Binsenweiher                                       | 8,36         |
| BM-020       | Am Karauschenweiher                                | 6,92         |
| BM-035       | Altwald Ville                                      | 66,18        |
| BM-036       | Villewälder bei Bornheim                           | 49,55        |
| BM-037       | Ober-, Mittel- und Untersee in der Ville-Seenkette | 58,14        |
| BM-043       | Ehemaliges Munitionsdepot im Friesheimer Busch     | 52,00        |
| BM-046       | Kernzone Erftaue Gymnich                           | 135,98       |

Darüber hinaus gibt es in Erftstadt sechs eingetragene Naturdenkmäler, unter anderem eine über 650 Jahre alte Eiche in Konradsheim und eine Lindenallee an der Gymnicher Mühle.
Zu einer besonderen überregionalen Sehenswürdigkeit entwickelt sich der Frauenthaler Gesundheitsgarten für das Marienhospital, das Alten- und Pflegezentrum und das Hospiz Erftaue. Alle drei Einrichtungen und die Öffentlichkeit können diesen Garten nutzen. Attraktionen sind ein künstlicher Brunnen mit Bachlauf, Findlingssteinsetzungen, Skulpturen und ein Buchsbaum-Labyrinth. Dies soll zur Erholung, Meditation aber auch zur Unterhaltung anregen. Getragen wird der Garten von einem Förderverein, die Einrichtungen und Anpflanzungen wurden von Erftstädter Firmen und Privatpersonen gesponsert.

### Touristische Routen
Durch Erftstadt und seine Stadtteile führt eine Reihe von touristisch erschlossenen und gekennzeichneten Routen, die auch untereinander verbunden und zu Kurz- und Rundtouren innerhalb Erftstadts genutzt werden können:
- Die Wasserburgen-Route der Rheinischen Bucht berührt sechs Wasserburgen im Stadtgebiet: Schloss Gracht, Haus Buschfeld, Burg Blessem, die Landesburg Lechenich, Burg Konradsheim und das Schloss Gymnich.
- Der Erft-Radweg kann dabei von Gymnich nach Blessem an der Erft entlang zur Rückfahrt benutzt werden.
- Die Mühlenroute 2 des Erft-Mühlenkreises verbindet die Bliesheimer Mühle, Buschfelder Mühle, Dirmerzheimer Mühle, die Heddinghover Mühle, die Heinensmühle und die Oebelsmühle sowie die Ahremer Mühle, davon vier am Lechenicher Mühlengraben.
- Die alte Römerstraße, die Agrippa-Straße Köln-Trier, kann im Stadtgebiet ab Liblar über das Gestüt Römerhof an Lechenich und Erp vorbei in Richtung Zülpich erwandert werden.
- Die Straße der Gartenkunst zwischen Rhein und Maas ist mit dem Park von Schloss Gracht in Erftstadt vertreten.
- Auch die Kaiser-Route berührt Erftstadt.

### Brauchtum
Die geschichtliche Vergangenheit der einzelnen teilweise sehr alten Stadtteile der Stadt Erftstadt zeigt sich auch in der Pflege alter Traditionen. Zu diesen gehören eine Anzahl auch überregional bekannterer Feste und Feiern, deren Ursprung weit in die Frühzeit der Region zurück reicht. Ein weiterer Aspekt, Vergangenes zu erhalten, sind die Bemühungen der Stadtverwaltung durch denkmalpflegerische Maßnahmen die Erhaltung reicher historischer Bausubstanz sicherzustellen.
Viele der überkommenen Bräuche verloren durch den Wandel der Zeit an Bedeutung, andere blieben aber in einigen, jährlich wiederkehrenden Festen und Feiern erhalten oder erleben eine Renaissance. So finden die aus den Patronatsfesten hervorgegangenen Feiern einer Kirmes oder die traditionellen, mit Umzügen verbundenen Schützenfeste in vielen Stadtteilen statt. Das Errichten der Maibäume auf den zentralen Plätzen der Stadtteile ist ebenso Brauch wie die Umzüge zum Fest des heiligen Martin.
Wie in früherer Zeit ist der Wallfahrtsort Trier seit 1986 wieder regelmäßiger Zielort einer sich in Lechenich aus dem Umkreis sammelnden und dann gemeinsam aufbrechenden Pilgerschar. Noch beliebter ist aber das Pilgerziel Kevelaer, zu dem seit 1785 noch heute die Pilger von der Stadt Erftstadt aus aufbrechen. Startpunkte der teilweise zu Fuß bewältigten Strecke sind sowohl Lechenich als auch der Stadtteil Kierdorf. Dort wird diese Tradition der ehemaligen Kirchengemeinde Kierdorf/Brüggen, die 1740 erstmals erwähnt wurde, wieder als Kevelaerwallfahrt durchgeführt. Das sehenswerteste Ereignis in der Stadt Erftstadt ist die jährliche zum Fest Christi Himmelfahrt veranstaltete Reiterprozession des Gymnicher Rittes, dessen mittelalterlicher Ursprung jedoch nicht geklärt ist.
Auch das heutige Vereinsleben der Erftstädter hat Tradition. In vielen Stadtteilen gibt es einen Sport-, Gesangs- oder Schützenverein, aber auch eine große Anzahl diverser Karnevalsgesellschaften sind vorhanden, von denen die namhaftesten in der entsprechenden fünften Jahreszeit eigene Festumzüge veranstalten.

### Sport

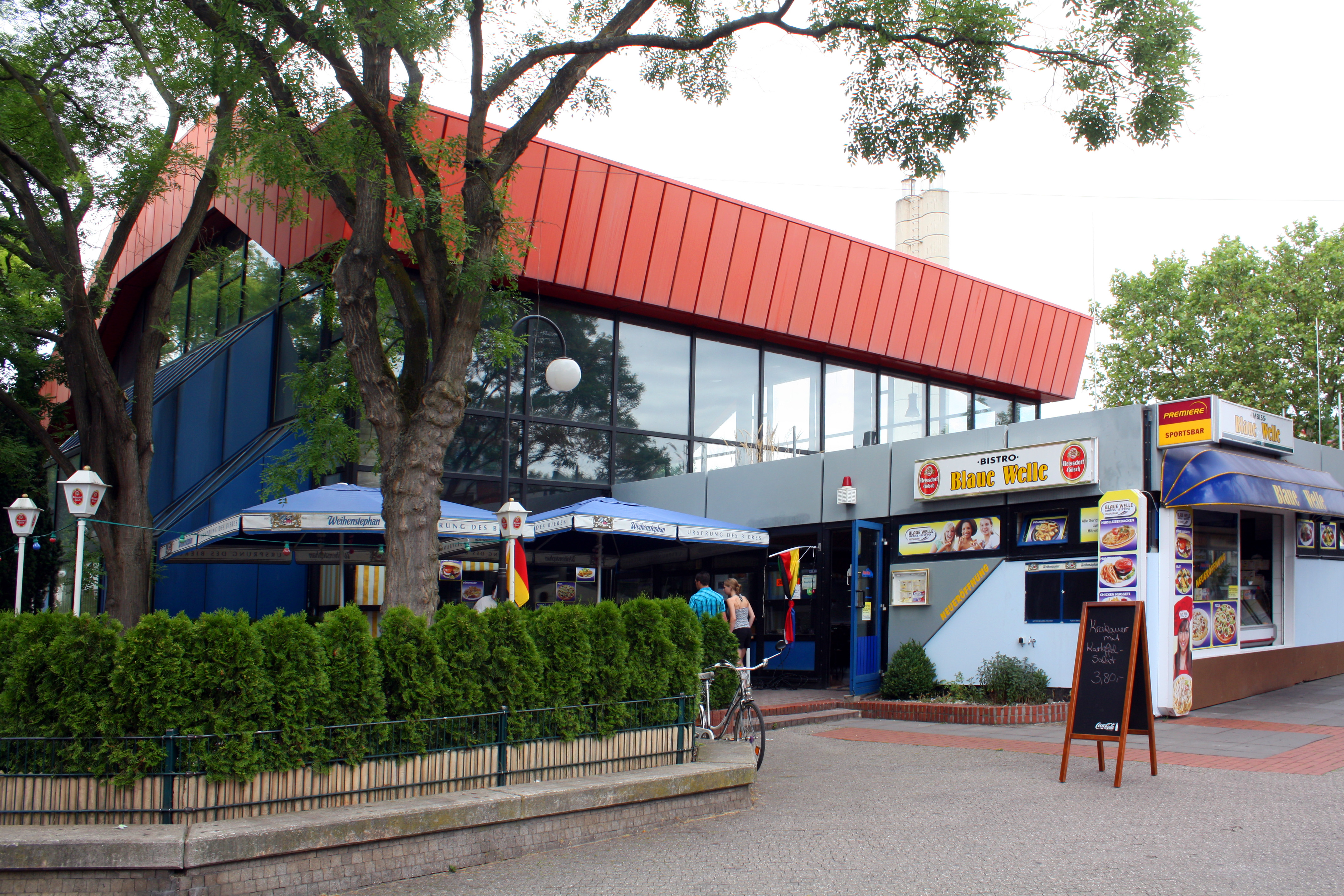
Erftstädter Hallenbad (1978)

In Erftstadt sind zahlreiche Sportvereine aktiv. Das breitensportlich größte Angebot bieten der Verein für Bewegungsspiele Erftstadt e. V. mit acht, sowie die Sportgemeinschaft Erftstadt e. V. mit mittlerweile 16 Sportabteilungen. Die Schwimmabteilungen dieser beiden Vereine traten von 1987 bis 2021 als Startgemeinschaft gemeinsam auf Schwimmwettkämpfen an. 2012 wurde der Name der Startgemeinschaft in SG Rhein-Erft-Köln geändert. Bei den deutschen Mannschaftsmeisterschaften im Schwimmen belegte die Herrenmannschaft 2017 Platz 3 in der Oberliga West, die Damenmannschaft belegte Platz 8 in der 2. Bundesliga West.
Mit den Wassersportfreunden Liblar 1960 e. V. verfügt Erftstadt über eine Bundesligamannschaft im Kanupolo, die neunmal, zuletzt 2019, deutscher Meister wurde und deren Teammitglieder häufig in die deutsche Nationalmannschaft berufen wurden. Alle 2006 für die deutsche Meisterschaft in Essen aufgestellten vier Mannschaften erreichten das Finale und wurden bis auf eine Ausnahme deutscher Meister.
2021 wurde der 1996 gegründete Schachverein Erftstadt e. V. für seine Jugendarbeit zum achten Mal seit 2000 mit dem Qualitätssiegel „Deutscher Top-Schachverein“ ausgezeichnet und ist damit bundesweit der bislang der einzige Schachverein mit einer achtmaligen Auszeichnung. Die größten Erfolge der Erftstädter Schachspieler liegen in mehreren Qualifikationen zu deutschen Meisterschaften in verschiedenen Altersklassen sowie 2008 im Aufstieg der Frauenmannschaft in die 2. Bundesliga. Ebenfalls bereits zweitligaerfahren ist die ehemalige Fernschachmannschaft des Vereins, die am Spitzenbrett mit Maximilian Voß über einen Fernschachgroßmeister verfügte.
Weitere spezialisierte Sportvereine sind unter anderem Tennis-Sport Erftstadt e. V., der Radsportclub Erftstadt 1976 e. V., der Handballverein Erftstadt 1989 e. V. oder der Bogensportclub Erftstadt 1978 e. V.

## Wirtschaft und Infrastruktur
Erftstadt hat in fünf seiner Ortsteile Gewerbeflächen ausgewiesen. Besonders hervorzuheben sind dabei der Wirtschaftspark Erftstadt zwischen Liblar und Lechenich mit unmittelbarem Anschluss an die A 1/61 mit zwei weiteren Gebieten in Lechenich, je zwei in Liblar und Friesheim und je eins in Gymnich und Köttingen. Die May Holding betreibt dort auf dem Gelände der früheren Maywerke einen Gewerbepark.

### Aktionsgemeinschaft Handel und Gewerbe

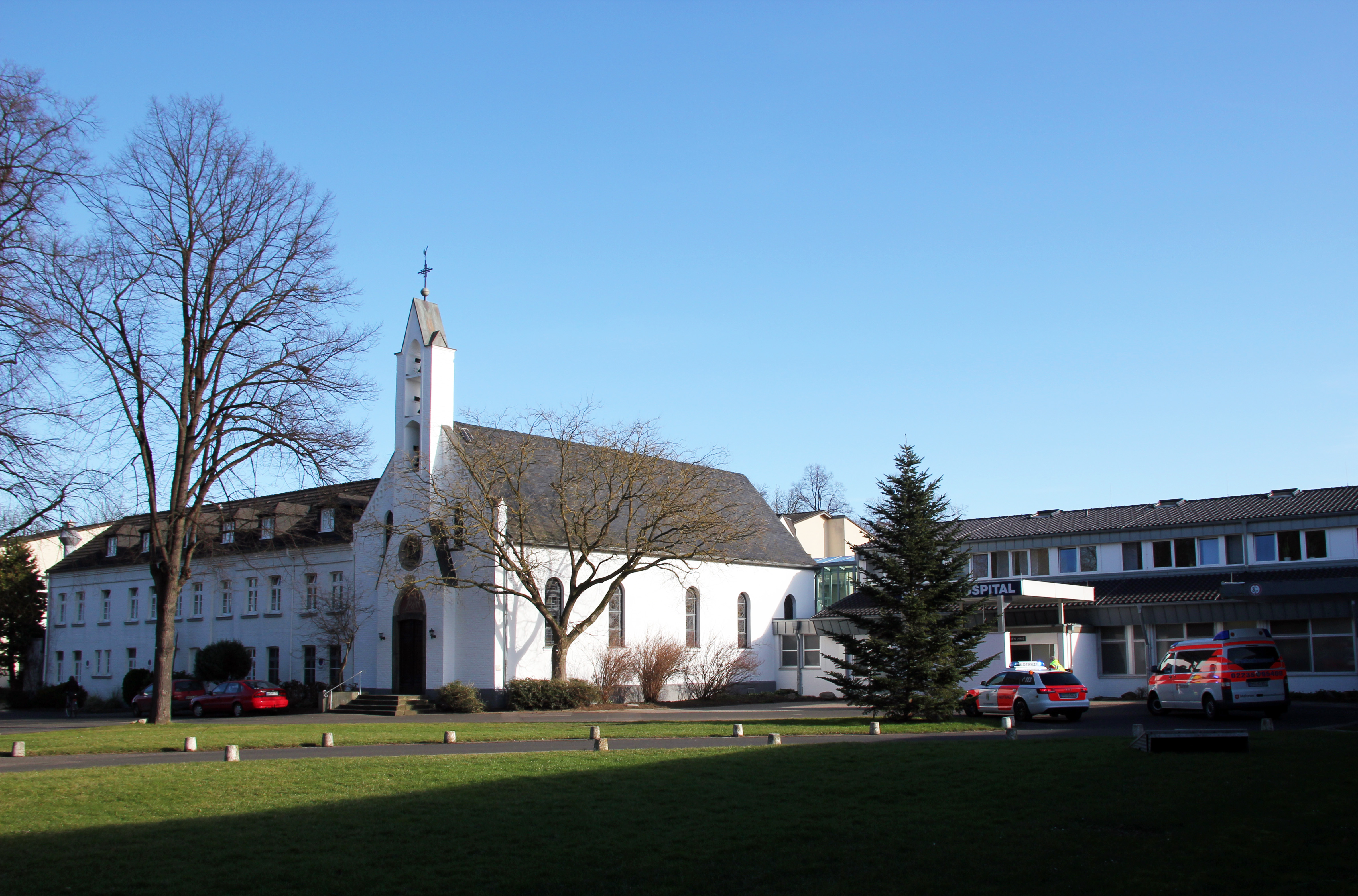
Marienhospital Frauenthal

Die AHAG (Aktionsgemeinschaft Handel und Gewerbe (AHAG) Lechenich e. V.) wurde im Herbst 1979 nach einer Ausstellung zur 700-Jahr-Feier der Stadt Lechenich von 13 Teilnehmern als Werbe- und Interessengemeinschaft gegründet. Ihre Ziele sind Werbeaktionen, die Steigerung der Attraktivität der Stadt, bessere Kommunikation unter den Mitgliedern, die Vertretung ihrer Interessen in der Politik sowie das Bemühen, den Wirtschaftsstandort Lechenich zu stärken und auszubauen.

### Medizinische Versorgung
Das zentral gelegene Marien-Hospital in Erftstadt-Frauenthal ist ein Krankenhaus der Grundversorgung, Notaufnahmekrankenhaus und stellt auch den Notarzt für den Rettungsdienst der Stadt. Die Konzeption des Hauses, getragen von der Stiftung Münch mit mehreren modernen Fachabteilungen ist eine wichtige Einrichtung für die medizinische Grundversorgung Erftstadts. Ebenfalls von der Stiftung getragen wird das Altenpflegezentrum Münch-Stift und – mit den Hospizvereinen des Kreises – das Hospiz Haus Erftaue. Alle drei Einrichtungen bilden ein Ensemble, das mit seinem allen Institutionen dienenden Gesundheitsgarten einen Anziehungspunkt für die Stadt bildet.

### Verkehr
Schienen- und Busverkehr

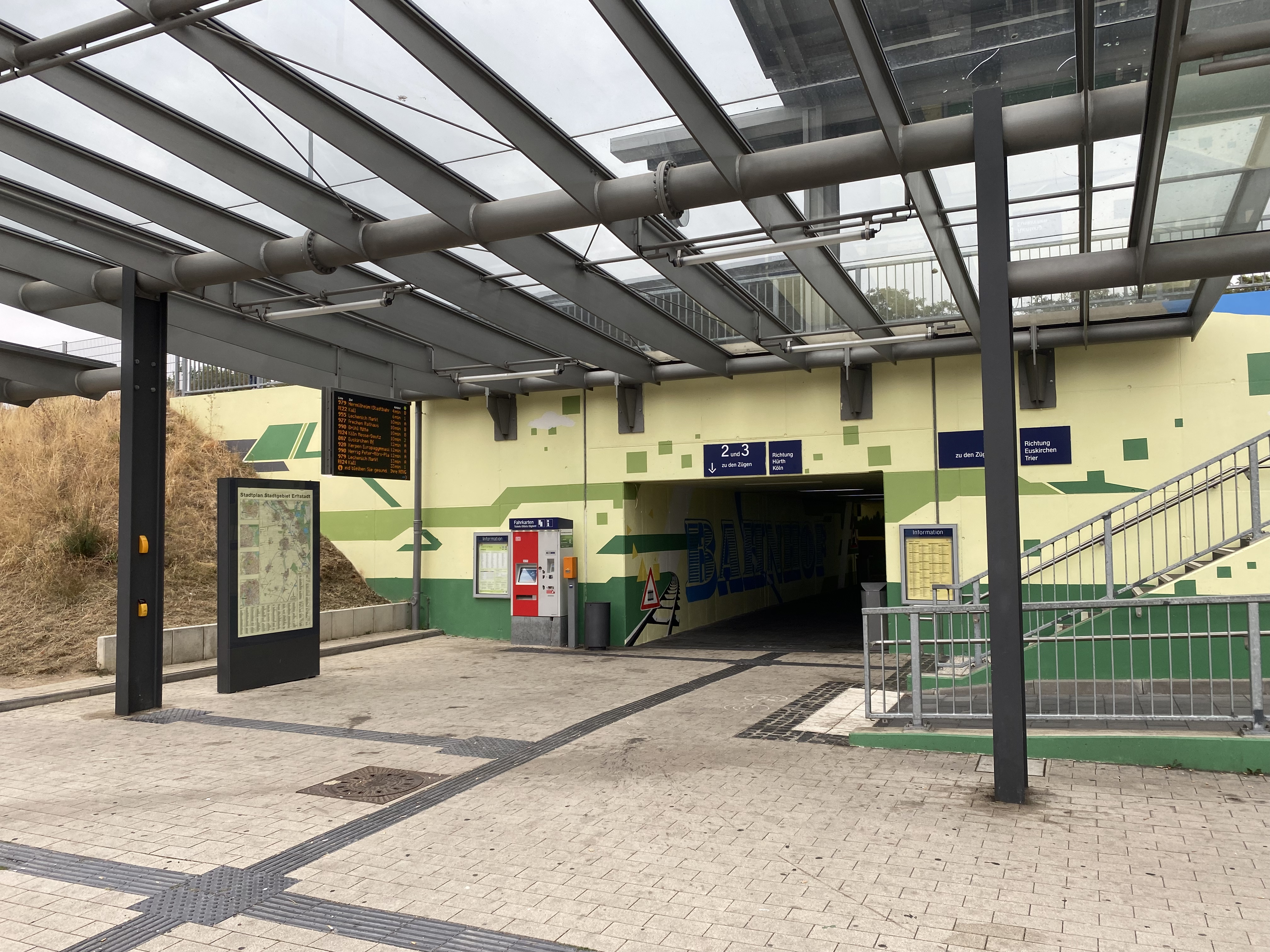
Unterführung zu Gleis 2/3 im Bahnhof Erftstadt

Der Bahnhof Erftstadt liegt im Stadtteil Liblar an der Eifelstrecke (Köln–Euskirchen–Gerolstein–Trier), auf der im Schienenpersonennahverkehr
- der Eifel-Mosel-Express (RE 12) Köln–Euskirchen–Gerolstein–Trier, der allerdings nicht in Erftstadt hält,
- der Eifel-Express (RE 22) Köln–Euskirchen–Gerolstein mit Durchbindung nach Trier (RB 22) und
- die Eifel-Bahn (RB 24) Köln–Euskirchen–Kall, in der HVZ bis Gerolstein

verkehren.
Durchgeführt wird der Schienenpersonennahverkehr von der DB Regio NRW, die für den Eifel-Express und die Eifel-Bahn Baureihe 620 und 622 in teilweise gemischter Ein- bis Dreifachtraktion für Geschwindigkeiten bis zu 140 km/h einsetzt. Aktuell werden jedoch nur maximal drei zweiteilige oder zwei dreiteilige Triebwagen zusammengekoppelt.
Der Straßenpersonennahverkehr innerhalb Erftstadts wird durch Buslinien bedient, die durch einen On-Demand-Service ergänzt werden, der seit Ende 2022 das vorherige Anrufsammeltaxisystem ersetzt. Die Buslinien der Gesellschaften Regionalverkehr Köln (RVK) und Rhein-Erft-Verkehrsgesellschaft (REVG) verbinden Erftstadt mit allen umliegenden Orten. Für den gesamten öffentlichen Personennahverkehr (ÖPNV) gilt der Tarif des Verkehrsverbundes Rhein-Sieg und tarifraumüberschreitend der NRW-Tarif.
Straßenverkehr
Erftstadt hat vier Autobahn-Anschlussstellen an die A 1 und die A 61. Die beiden Autobahnen vereinigen sich südlich im Autobahnkreuz Bliesheim und gabeln sich nordöstlich von Blessem wieder im Autobahndreieck Erfttal. Köln ist mit dem Auto direkt über die B 265 an Brühl vorbei und durch Hürth zu erreichen.

### Öffentliche Einrichtungen und Bildung
Schulen

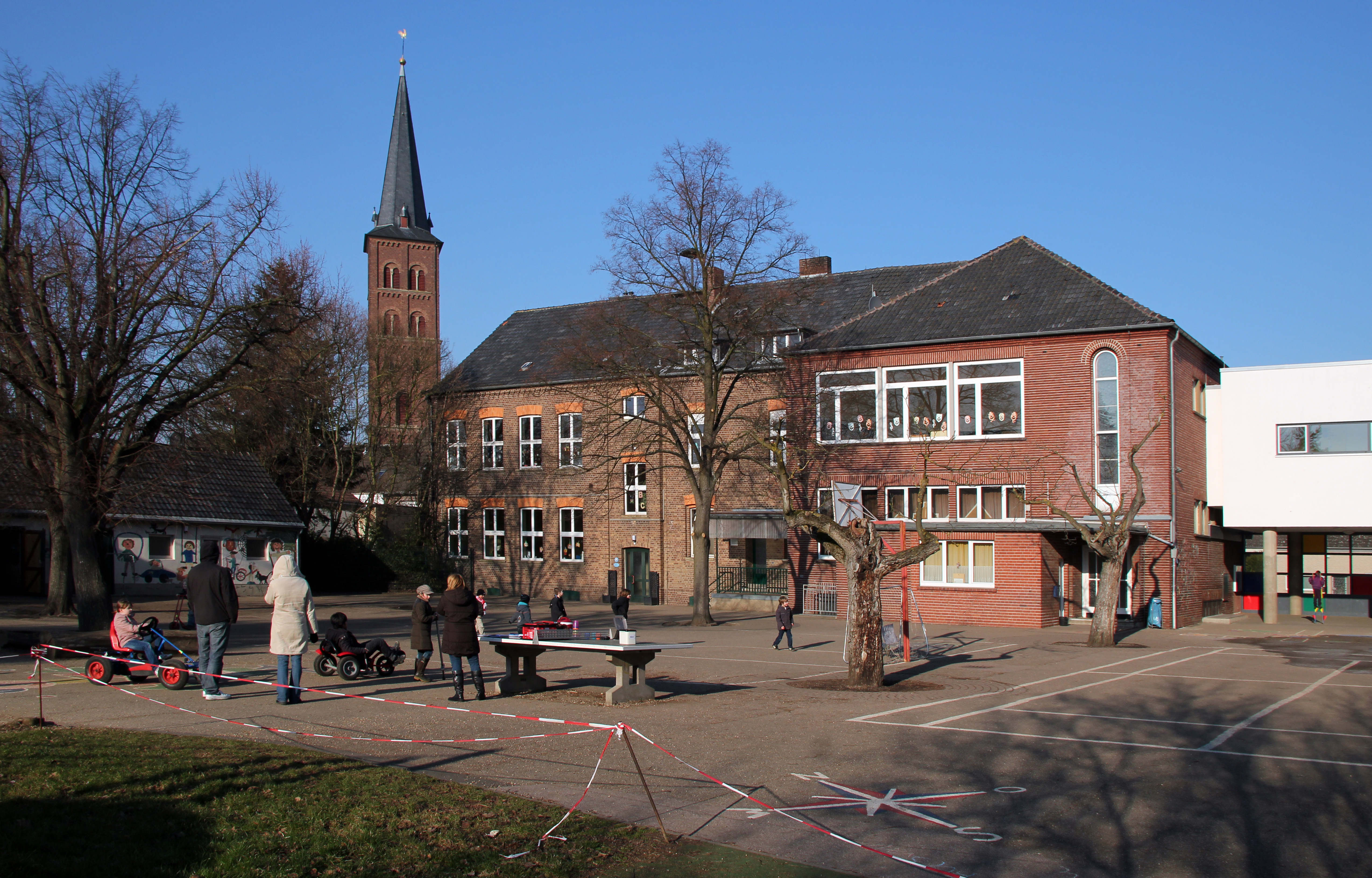
Erich-Kästner-Grundschule

- Sieben städtische Grundschulen: Donatus-Schule Liblar, Erich-Kästner-Schule Bliesheim, Nordschule Lechenich, Südschule Lechenich, Grundschule Gymnich, St. Barbara-Concordia-Schule Kierdorf und Janusz-Korczak-Schule Erp (alle Ganztagsschulen)
- Eine städtische Hauptschule: Theodor-Heuss-Schule in Lechenich (Ganztagsschule)
- Zwei städtische Realschulen: Gottfried-Kinkel-Schule in Liblar (Halbtagsschule), Realschule Lechenich in Lechenich (Ganztagsschule)
- Zwei städtische Gymnasien: Ville-Gymnasium in Liblar (Ganztagsschule), Gymnasium Lechenich in Lechenich (Halbtagsschule)
- Freie Waldorfschule Erftstadt in Liblar (Ganztagsschule)
- Die Wirtschaftshochschule ESMT unterhielt bis 2018 in Liblar (Schloss Gracht) ihren Cologne Campus.

Musikschule
Die Bernd-Alois-Zimmermann-Musikschule befindet sich in Liblar im „Kultur- und Musikhaus Anneliese Geske“ in der Nähe der Feuer- und Rettungswache.
Volkshochschule
Die Volkshochschule (VHS) am Marienplatz in Liblar bietet jährlich in zwei Semestern ein vielfältiges Programm für außerschulische Weiterbildung.
Hochschule
Nach aktueller Planung soll in Erftstadt ein neuer Standort der Technischen Hochschule Köln entstehen, welcher eine neugeschaffene Fakultät für Raumentwicklung und Infrastruktursysteme beherbergen soll.
Stadtbücherei
Die Stadtbücherei mit Mediothek in Lechenich und die Zweigstelle der Stadtbücherei in Liblar halten für den Benutzer einen großen Medienbestand bereit.
Feuerwehrwesen
Die Feuerwehr der Stadt Erftstadt besteht aus der hauptamtlichen Feuer- und Rettungswache in Liblar und 14 ehrenamtlichen Löschgruppen in den Ortsteilen. Je nach Größe bilden zwei oder drei Löschgruppen einen Löschzug, je zwei Löschzüge bilden einen Verband. Durch diese Gliederung kann je nach Einsatzstichwort zusätzlich zu den hauptamtlichen Kräften eine entsprechende Zahl Ehrenamtlicher alarmiert werden.
Viele Löschgruppen besitzen eine Jugendfeuerwehr, in der Jugendliche zwischen zehn und achtzehn Jahren an die feuerwehrtechnischen Grundlagen herangeführt werden.

## Persönlichkeiten
- Adolph Wolff von Metternich zur Gracht (1553–1619), Domdekan im Bistum Speyer und Hofmeister des Herzogs Wilhelm V. von Bayern
- Wilhelm Wolff von Metternich zur Gracht (1563–1636), Jesuitenpater und Rektor der Kollegien zu Speyer, Trier und Köln
- Johann Adolf Wolff Metternich zur Gracht (1592–1669), hoher Amtsträger an mehreren deutschen Fürstenhöfen, Freiherr, Herr zu Liblar, Odenthal und Flehingen, Ausbau des Stammsitzes Gracht zum Barockschloss
- Anna Adriana Wolff von Metternich zur Gracht (1621–1698), Kanonissin und Äbtissin zu St. Maria im Kapitol, Köln
- Hermann Werner Wolff Metternich zur Gracht (1625–1704), Fürstbischof von Paderborn. Maßgebliche Beteiligung an der Finanzierung und Ausstattung der Pfarrkirche St. Alban in Liblar.
- Franz Arnold Wolff-Metternich zur Gracht (1658–1718) geboren in Liblar, später Fürstbischof von Paderborn und Münster
- Carl Otto Ludwig Theodat von und zu Gymnich (1715–1785), Hofratspräsident und Erster Staatsminister am Kurfürstlichen Hof zu Bonn. Er ließ den 1722 errichteten Nordflügel des Schlosses im Rokokostil ausbauen.
- Adolf Münch (1804–1877) und Ehefrau Helene Münch geborene Offermann (1802–1877), Stifter des Marienhospitals in Frauenthal (1867), heute Nahversorgungskrankenhaus für die Stadt, Altenpflegezentrum Münch-Stift und Hospiz Haus Erftaue.
- Carl Schurz (1829–1906), Politiker und erster deutschstämmiger Minister (Minister des Innern 1877–1881) in den USA
- Carl Brendgen (1841–1916) Besitzer von drei Brikettfabriken (im Bereich Erftstadt) und ein Pionier der industriellen Nutzung der Braunkohle im Rheinland
- Jean Bungartz (1854–1934), Tiermaler, Fachbuchautor, Fotograf, Züchter, lebte von 1886 bis 1913 in Lechenich
- Peter Hecker (1884–1971), Maler, aufgewachsen in Gymnich
- Josef Kentenich (1885–1968), Gründer der Schönstatt-Bewegung
- Walter Keßler (1939–2021), Journalist und Heimatforscher, lebte und arbeitete bis zu seinem Tod in Liblar
- Anna Reitler (1894–1948), Politikerin (KPD), Reichstagsabgeordnete
- Dietrich Schulz-Köhn (1912–1999), Musikschriftsteller, Radiomoderator und Jazz-Experte, lebte in Erftstadt-Liblar
- Otto Graff (1915–1997), Maler, lebte und arbeitete von 1945 bis zu seinem Tod in Liblar
- Bernd Alois Zimmermann (1918–1970), Komponist, geboren in Bliesheim
- Hennes Weisweiler (1919–1983), Fußballtrainer, geboren in Lechenich
- Jakob Riffeler (1920–2003), Metallbildhauer
- Kurt-Alphons Jochheim (1921–2013), Rehabilitationsmediziner, Nestor der Rehabilitation in Deutschland und Professor für Neurologie und Psychiatrie, lebte und starb im Stadtteil Lechenich
- Hanna Stommel (1927–2021), Lehrerin und Heimatforscherin, lebte bis kurz vor ihrem Tod in Lechenich
- Karl Stommel (1922–1989), Lehrer und Historiker
- Peter Schnitzler (1927–2019), Tänzer und Choreograf
- Peter Mittelstaedt (1929–2014) Physiker, Philosoph und Wissenschaftstheoretiker
- Manfred Donike (1933–1995), Radrennfahrer, Chemiker und bekannter Dopingfahnder
- Heinz Küpper (1935–2023), Erster Beigeordneter und Kulturdezernent der Stadt Erftstadt von 1982 bis 1999.
- Hans Pohl (1935–2019), Wirtschaftshistoriker
- Herbert Feuerstein (1937–2020), Satiriker und Entertainer, lebte bis zu seinem Tod in Niederberg
- Cornelius Bormann (1939–2025), WDR-Rundfunk- und Fernsehjournalist und Buchautor, lebt in Lechenich
- Hermann Bothe (1940–2022), Botaniker
- Hans-Jürgen Lex (1946–2019), Fußballspieler
- Norbert Pies (* 1956), Biologe, Sachbuchautor, Regionalhistoriker und Genealoge, lebt in Lechenich
- Peter May (* 1958), Jurist und Unternehmensberater
- Manfred Donike (1960–2003), Radrennfahrer und -funktionär
- Thomas Drach (* 1961), Entführer von Jan Philipp Reemtsma
- Michael Breuer (* 1965), Staatsminister a. D., Präsident des Rheinischen Sparkassenverbandes, Aufsichtsratsvorsitzender WestLB
- Nathanael Lukoki (* 1995), Boxer im Weltergewicht.
- Lukas Klünter (* 1996), Fußballspieler, wohnt in Friesheim.
- Ismail Jakobs (* 1999), Fußballspieler, wohnt in Liblar.

## Auszeichnungen
Personen oder Vereine, die sich ehrenamtlich im sozialen oder kulturellen Bereich der Stadt Erftstadt besonders engagieren, können mit der Carl-Schurz-Medaille ausgezeichnet werden. 
Seit 2019 verleiht die Stadt den Heimat-Preis, eine vom Land Nordrhein-Westfalen geförderte Auszeichnung für ehrenamtliche Tätigkeiten und Projekte, die von den Kreisen, Städten und Gemeinden in NRW vergeben werden kann. Gefördert werden Initiativen und Projekte, die lokale und regionale Identität und Gemeinschaft und damit Heimat stärken. 